# Обрі (Цілком таємно)

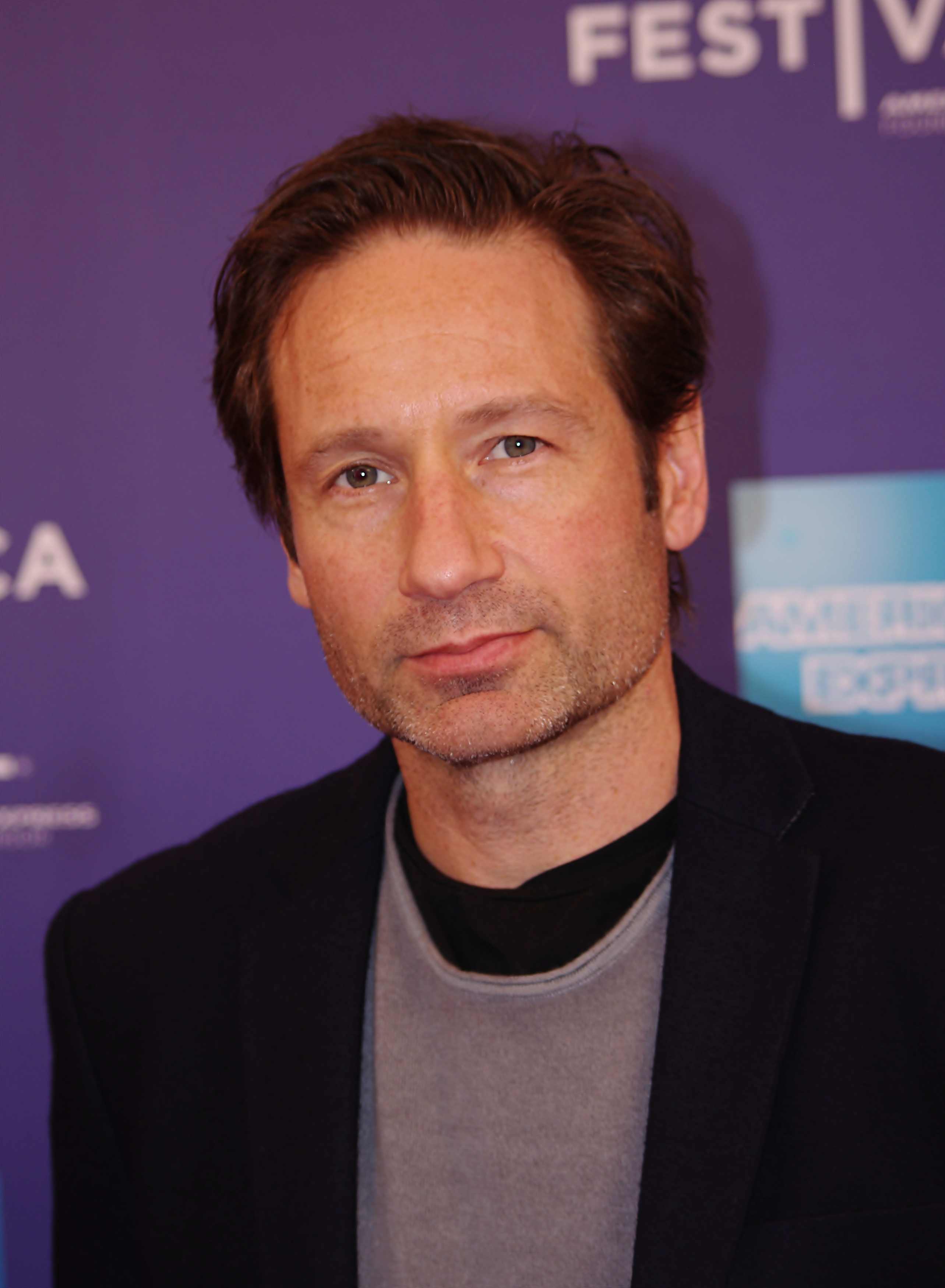

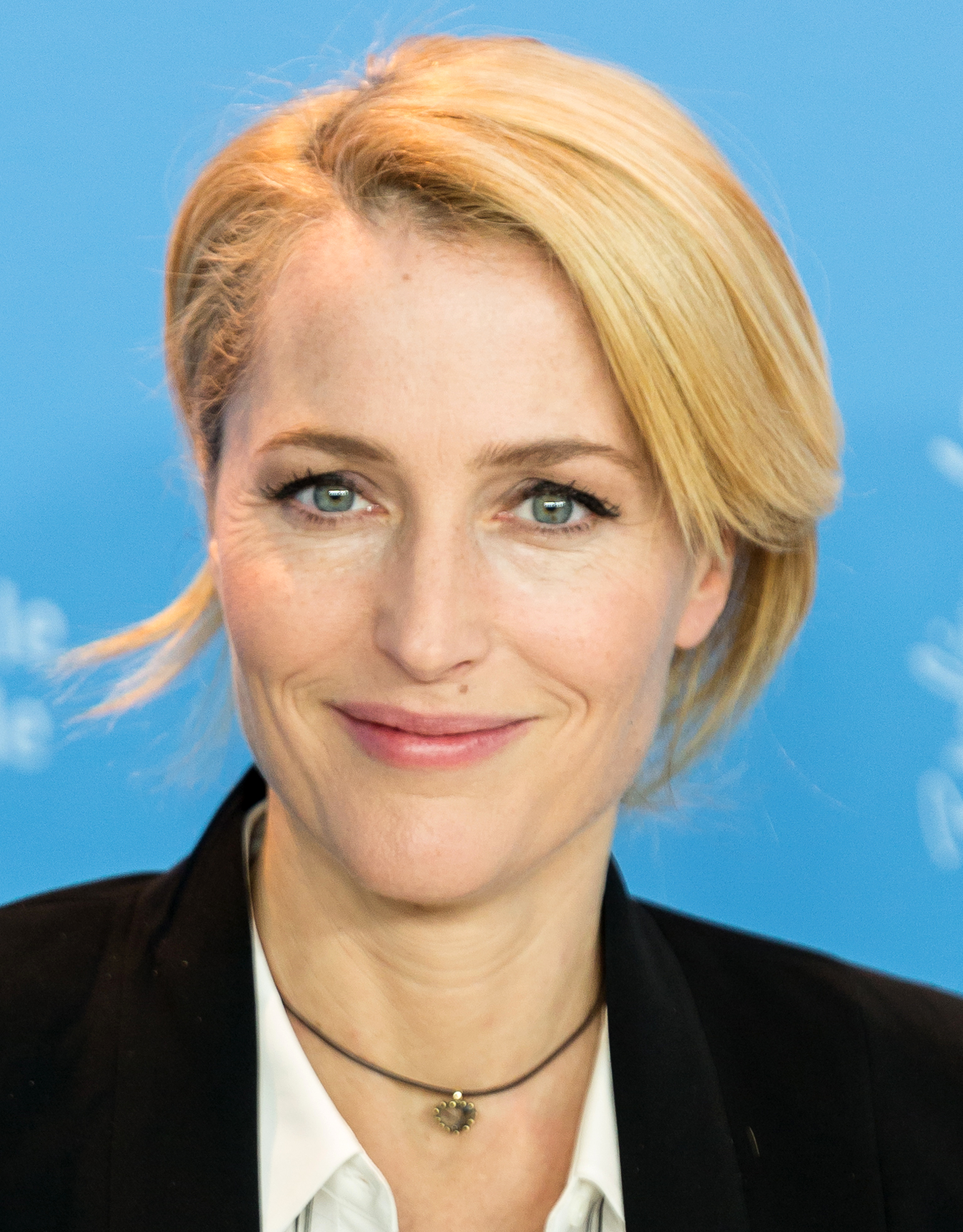
Дейна Скаллі (Джилліан Андерсон)

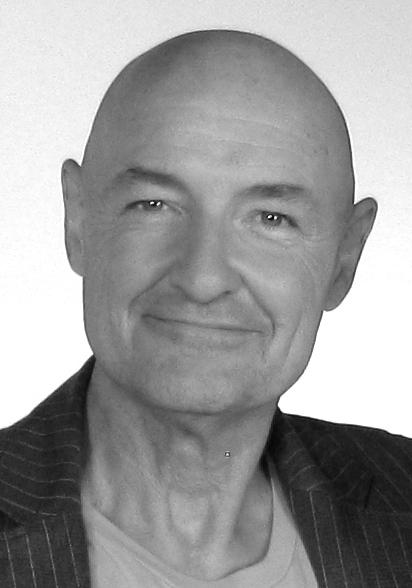

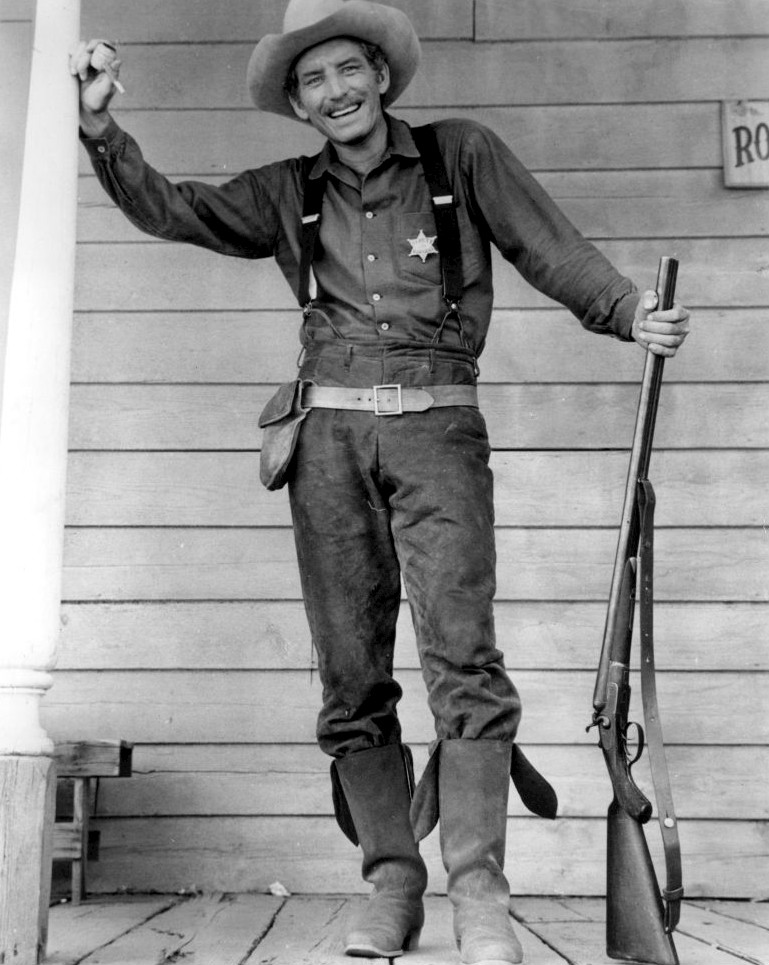

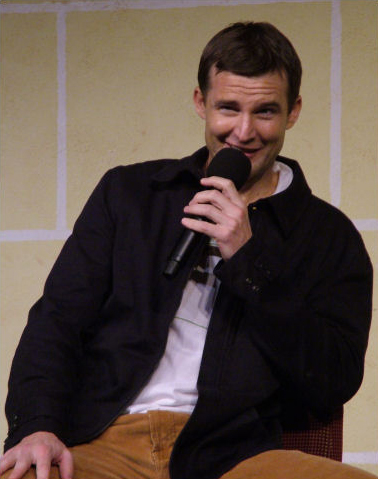

Обрі (англ. Aubrey) — дванадцята частина другого сезону серіалу «Цілком таємно» («Секретні матеріали»).

## Зміст
У містечку Обрі (штат Міссурі) відбувається вбивство; приміщення забризкане кров'ю з ран, які вбивця наніс складаною бритвою та лишив напис — про нього вирішують не повідомляти. Детективка БіДжей Морроу розповідає лейтенанту Браяну Тілману, з яким у неї інтрижка, про свою вагітність. Він просить її зустрітися з ним того ж вечора в мотелі. Намагаючись відкрити двері, детективці стає зле, вона бачить видіння, яке приводить її на поле, де жінка викопує рештки людини.
Агенти Фокс Малдер і Дейна Скаллі вирушають в Обрі, щоб зайнятися розслідуванням цієї справи. Рештки належать агенту ФБР Сему Чейні, який розслідував з напарником Семом Ледбеттером три вбивства в Обрі 1942 року; обидва агенти згодом зникли. Агенти при опитуванні знаходять в оповіданні БіДжей невідповідності, але Тілман захищає її версію. Малдер переказує Скаллі матеріали справи, яке колись розслідували зниклі агенти: трьох жінок зґвалтували і вбили, на грудях вирізавши бритвою слово «Сестра» (це прочитує БіДжей); вбивцю назвали «Різьбяр». При розтині на тілі Чейні виявляються схожі рани, з яких за допомогою комп'ютерної програми складається слово «Брат». БіДжей зізнається Скаллі в своєму романі і вагітності та розповідає про нічні жахи. До агентів приходить Тілман та бачмть знімки місця злочину — Дейна повідомляє, коли вони зроблені — 1942 рік.
Знаходять ще одну жертву — Вернер Джонсон — та напис кров'ю «сестра». БіДжей повідомляє, що це жінка з її сну. Вона розповідає агентам про свої видіння, де присутні чоловік з висипом на обличчі в люті і якийсь пам'ятник, який Малдер пізнає як символ Всесвітнього ярмарку 1939 року в Нью-Йорку.
Роздивляючись старі архівні фото, БіДжей пізнає людину з її снів як Гаррі Куклі, заарештованого за зґвалтування жінки на ім'я Лінда Тібодо і вирізання слова «сестра» на її грудях. Скаллі вважає, що БіДжей неусвідомлено відтворила стару справу, адже її батько був поліцейським і, можливо, говорив про Куклі в будинку (криптомнезія).
Агенти відвідують старого Куклі, який давно звільнився з в'язниці. Куклі веде самотній спосіб життя і при цьому настільки ослаб, що практично не може існувати без киснегенератора. Куклі наполягає, що знаходився вдома під час вчинення злочинів. Коли Малдер показує йому фотографію молодого Чейні, Куклі ледь помітно нервує.
БіДжей прокидається від нічного кошмару, вона в крові, на грудній клітині вирізане слово «сестра». Вона бачить в дзеркалі у ванні молодого Куклі. Слідуючи робаченому у видінні, жінка спускається в підвал і розкриває дошки настилу, де виявляє тіло агента Ледбеттера. Після розповіді БіДжей агентам Куклі беруть під варту, але він заперечує, що нападав на Морроу. Скаллі каже, що кров під нігтями БіДжей збігається з групою крові Коуклі. Агенти розшукують Лінду Тібодо́, яка вижила після нападу Куклі, яка розповідає їм про своє зґвалтування в 1940-х. Малдер звертає увагу на фото, де Лінда відображена на Всесвітній виставці 1939 року. Жінка під тиском аргументів розповідає, що після зґвалтування вона народила дитину від Куклі, яку віддала на усиновлення. Агенти відстежують історію дитини і з'ясовують, що нею є батько БіДжей — полісмен Реймонд Морроу. Це наштовхує Малдера на думку, що вбивцею є БіДжей.
Агенти вирущають перехопити БіДжей, коли вона нападає на Тібодо, вона вимовляє слова Куклі: «Хтось мусить взяти вину на себе, сестричко, але тільки не я», але зупиняється, побачивши шрами зі словом «сестра» на грудній клітині своєї бабусі. Агенти знаходять Тібодо після того, як від неї пішла БіДжей, і вирушають до дому Куклі, будучи впевненими, що саме він є її наступною жертвою. Лейтенант Тілман га́ряче захищає перед агентами БіДжей.
Куклі повертається з вбиральні та виявляє перерізаною трубку кисневого апарата. Малдер прибуває до дому Куклі в тому часі, коли БіДжей атакує старого. Малдер виявляє Куклі на підлозі, БіДжей кидається на нього та збиває на підлогу з наміром вбити — вона в Фоксі бачить убитого 1942 року поліцейського. Дейна і Тілман беруть на приціл БіДжей. БіДжей готова зарізати Фокса, але її агресія припиняється, як тільки Куклі вмирає.
БіДжей поміщують у психітричне відділення жіночої в'язниці Шемрока. Вона вагітна, плід має чоловічу стать. БіДжей здійснила дві спроби спровокувати викидень, Тілман написав заяву про всиновлення після народження дитини.

## Знімались
| Актор              | Роль                   |
| ------------------ | ---------------------- |
| Девід Духовни      | Курець                 |
| Джилліан Андерсон  | Дейна Скаллі           |
| Террі О'Квінн      | лейтенант Трейн Тілман |
| Морган Вудворд     | Гаррі Куклі            |
| Джой Когілл        | Лінда                  |
| Пітер Флеммінг     | офіцер                 |
| Сара-Джейн Редмонд | мати                   |